# Hideyuki Akai
Hideyuki Akai (赤井 秀行 Akai Hideyuki?), född 2 maj 1985 i Chiba prefektur, är en japansk fotbollsspelare.
Akai började sin karriär 2008 i Tochigi SC. Han spelade 178 ligamatcher för klubben. 2016 flyttade han till SC Sagamihara. Han avslutade karriären 2016.